# Jakub Štvrtecký
Jakub Štvrtecký (* 21. Dezember 1998 in Vsetín, Zlínský kraj) ist ein tschechischer Biathlet, der am 15. März 2018 beim Weltcup in Oslo debütierte. Sein bisher größter Erfolg ist der Gewinn der Silbermedaille im Sprint bei den Juniorenweltmeisterschaften 2020 in der Lenzerheide. Außerdem nahm er bereits fünfmal an Weltmeisterschaften und an den Olympischen Spielen 2022 teil.

## Sportliche Laufbahn

### Jugendbereich und Weltcupdebüt

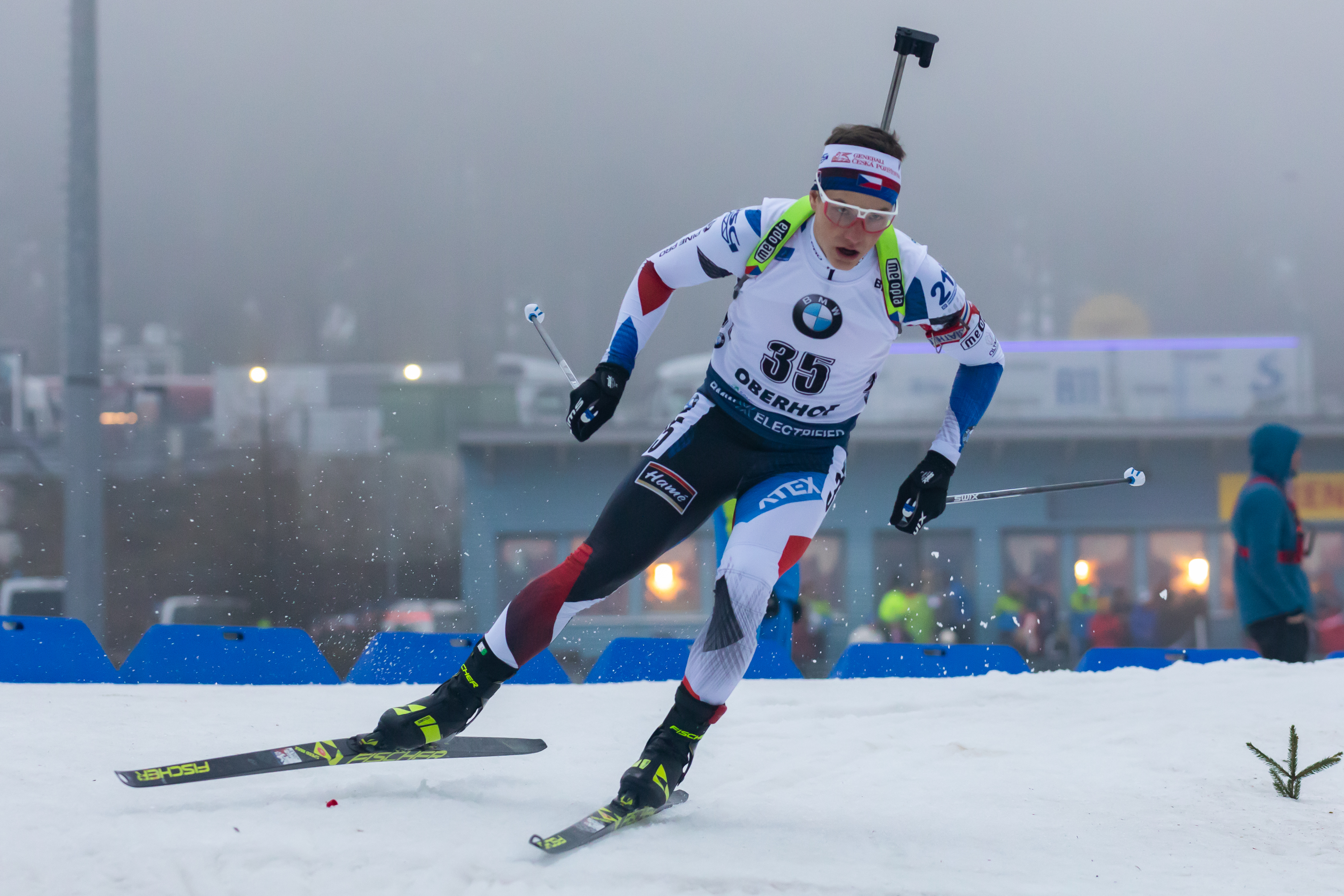
Štvrtecký im Januar 2020 in Oberhof

Jakub Štvrteckýs erste internationale Rennen waren bei den Jugendweltmeisterschaften 2016 im rumänischen Cheile Grădiștei. Im Einzelwettbewerb wurde er zunächst 42., im Sprint mit einem Schießfehler Siebter. Im Februar des Jahres startete Štvrtecký bei den Olympischen Jugend-Winterspielen in Lillehammer und landete bei seinen drei Einzelstarts und dem Staffeleinsatz stets unter den besten 20. Im Rahmen des IBU-Junior-Cup 2016/17 erreichte er in Hochfilzen mit der Staffel einen Podestplatz, bei den Junioreneuropameisterschaften in Nové Město na Moravě kam als bestes Ergebnis Rang acht in der Verfolgung zustande. Bei den anschließenden Juniorenweltmeisterschaften in Osrblie verpasste der Tscheche gemeinsam mit Ondřej Šantora, Jakub Procházka und Milan Žemlička eine Medaille als Viertplatzierter nur knapp. Ohne vorher einen Wettkampf im IBU-Cup bestritten zu haben, gab er im Jahr darauf, am 15. März 2018, im Sprint von Oslo sein Weltcupdebüt und erreichte mit drei Schießfehlern den 80. Platz.
Seine ersten Medaillen gewann Štvrtecký bei den Juniorenbewerben der Sommerbiathlon-Weltmeisterschaften 2018 im heimischen Nové Město. Zunächst gewann er mit der Mixedstaffel um Petra Suchá, Tereza Voborníková, ihm und Vítězslav Hornig Gold, einen Tag später triumphierte er im 10 km-Sprint. Zu Beginn der Saison 2018/19 startete Štvrtecký zunächst im IBU-Cup, wurde jedoch für die Weltcuprennen in Hochfilzen und Nové Město ins tschechische Nationalteam berufen. Auch bei den anschließenden Wettbewerben in Oberhof und Ruhpolding startete er im Weltcup und konnte sein persönliches Bestergebnis bis auf einen 44. Platz im Sprint von Ruhpolding steigern. Mit der Männerstaffel gelang ihm außerdem in Oberhof gemeinsam mit Ondřej Moravec, Michal Krčmář und Tomáš Krupčík ein starker vierter Platz, wobei auf die drittplatzierten Österreicher weniger als 20 Sekunden fehlten. Bei den Juniorenweltmeisterschaften 2019 wurde der Tscheche unter anderem Zehnter in Sprint und Verfolgung; seine ersten Weltmeisterschaften bestritt er 2019 in Östersund, bei denen er im Sprint zum Einsatz kam und nach drei Schießfehlern den 65. Rang belegte.

### Etablierung im Weltcup
Mit Beginn des Winters 2019/20 startete Štvrtecký regelmäßig im Weltcup und sicherte sich in Östersund mit den Plätzen 39 und 32 in Sprint und Einzel schnell seine ersten Ranglistenpunkte. Schon bei der dritten Weltcupstation im französischen Le Grand-Bornand erzielte er dann mit einem 16. Rang ein Top-20-Resultat. Seine letzten Juniorenweltmeisterschaften bestritt der 21-Jährige 2020 in der Lenzerheide und sicherte sich im Sprintwettbewerb nach fehlerfreiem Schießen hinter dem Norweger Vebjørn Sørum die Silbermedaille. In der anschließenden Verfolgung fiel Štvrtecký durch sieben Schießfehler auf dem 16. Rang zurück. Anschließend ging er bei den Weltmeisterschaften in Antholz an den Start und wurde 47. im Sprint, sein bis dahin bestes Resultat bei einer Weltmeisterschaft.
Auch in der Saison 2020/21 lief Štvrtecký im Weltcup und begann diese mit einem 78. Platz im Einzel in Kontiolahti, bei dem er sich sechs Strafminuten durch Fehlschüsse einhandelte. Bis zum Ende des Kalenderjahres waren der 41. Rang im ersten Sprint von Hochfilzen sowie der 5. Platz mit der tschechischen Männerstaffel (ebenfalls in Hochfilzen) seine besten Saisonresultate. Im weiteren Saisonverlauf stabilisierte Štvrtecký seine Ergebnisse unter den besten sechzig Athleten, brachte allerdings die tschechische Mannschaft in Staffelrennen oft ins Hintertreffen, da ihm im Stehendanschlag oft eine Strafrunde oder mehr unterliefen. Seine dritten Weltmeisterschaften auf der Pokljuka-Hochebene in Slowenien verliefen mit Platz 68 im Sprint, dem daraus resultierenden Verpassen der anschließenden Verfolgung und Rang 79 im Einzel ernüchternd. Im Anschluss an die Weltmeisterschaften im letzten Trimester konnte Štvrtecký seine Leistungen zum Saisonende nochmal deutlich steigern. In Nové Město na Moravě belegte er nach einem Schießfehler den 29. Platz, zum Saisonfinale im schwedischen Östersund konnte er sich um zehn Positionen verbessern und erreichte im Sprint mit Rang 19 sein zweitbestes Karriereresultat.

### Erste Olympiateilnahme
Als etablierter Läufer im tschechischen Team ging Štvrtecký in die olympische Saison 2021/22. Im Vorfeld der Spiele in China war ein 27. Platz gleich zu Beginn der Saison im Sprint von Östersund seine beste Saisonplatzierung. Im Februar 2022 war er erstmals Teil des tschechischen Teams bei den Olympischen Winterspielen in Peking. Dort kam er insgesamt zu vier Einsätzen, verpasste aber in Einzel (65.), Sprint (58.) und der anschließenden Verfolgung (47.) ausnahmslos die Top 40. Als Startläufer der tschechischen Staffel schoss Štvrtecký liegend und stehend jeweils eine Strafrunde und übergab an Mikuláš Karlík auf dem letzten Platz liegend. Nachdem auch der dritte Läufer Adam Václavík zweimal in die Strafrunde musste, wurde das Team überrundet und musste das Rennen beenden. Die anschließenden Weltcups zum Saisonende verliefen für Štvrtecký mit mehrfachen Platzierungen in den Punkterängen versöhnlich. Höhepunkt war der 18. Platz im Sprint beim Saisonfinale in Oslo, der dank eines fehlerfreien Schießens das beste Saisonresultat bedeutete. Den Gesamtweltcup schloss er, wie im Vorjahr, auf Rang 58 ab.
In den folgenden Winter 2022/23 startete Štvrtecký mit einem 27. Platz im Einzel von Kontiolahti sowie Platz fünf mit der tschechischen Herrenstaffel erfolgreich. Bei der zweiten Station des Weltcups in Hochfilzen lief er daraufhin erstmals in einem Sprintrennen unter die besten Zehn, Grundlage für den achten Rang bildete eine fehlerfreie Schießleistung. Im anschließenden Verfolgungsrennen viel er jedoch durch acht Schießfehler auf Rang 30 zurück. Seine vierten Weltmeisterschaften waren die Titelkämpfe 2023 in Oberhof. Im Sprint erreichte der Tscheche dabei trotz dreier Fehler den 15. Platz und hatte unter allen Athleten die siebtschnellste Kurszeit, womit er unter anderem auf der Strecke Quentin Fillon Maillet und Vetle Sjåstad Christiansen hinter sich ließ. In der anschließenden Verfolgung landete er auf Platz 22, im Einzel wurde er 65. Seine gezeigten Leistungen reichten aber für eine erstmalige Qualifikation für einen Massenstart, den er am letzten Wettkampftag ebenfalls auf Rang 22 abschloss. Tags zuvor belegte er mit der tschechischen Herrenstaffel den vierten Rang, das beste Ergebnis der Staffel seit den Weltmeisterschaften 2019. Nachdem seine Teamkollegen Michal Krčmář und Tomáš Mikyska die Staffel gut ins Rennen gebracht hatten, übernahm Štvrtecký knapp in Führung liegend vor der französischen Staffel. Beim Liegendschießen benötigte er keinen Nachlader, sodass er das Rennen weiterhin gemeinsam mit dem Franzosen Émilien Jacquelin anführte. Beim Stehendschießen, welches als seine schwächste Disziplin gilt, benötigte er zwei Nachlader und verließ den Schießstand mit sieben Sekunden Rückstand, die er auf der Schlussrunde aufholte und an Schlussläufer Jonáš Mareček mit zehn Sekunden Vorsprung übergab. Der Vorsprung auf die weiteren Verfolger betrug rund 50 Sekunden. Mareček hatte wie alle Athleten an diesem Tag mit starken Windböen, stumpfen Streckenbedingungen und Dauerregen zu kämpfen und lief für die tschechische Mannschaft nach zwei Strafrunden im Liegendschießen an Position vier über die Ziellinie.
In den folgenden zwei Jahren kam Štvrtecký nicht an diese Ergebnisse heran. Im Verlauf der Saison 2023/24 erreichte er in sechs Wettkämpfen die Punkteränge, ohne aber die Top 30 anzugreifen, bei der Heim-WM kam er nicht über Platz 41 im Sprint hinaus. Für den Folgewinter wurde der 26-Jährige sogar schon im Dezember nach fehlenden Ergebnissen aus dem Weltcupkader genommen und trat im restlichen Saisonverlauf im IBU-Cup an, wo zwei elfte Plätze das Höchste der Gefühle darstellten. Eine Überraschung gelang ihm allerdings im August 2024, als er mit der schnellsten Kurszeit aller Starter und neun Treffern den Sprintwettkampf im Rahmen der Sommerbiathlon-Weltmeisterschaften gewinnen konnte. Dies stellte seine erste IBU-Medaille auf Erwachsenenniveau dar.

## Leistung in den Teildisziplinen
Štvrteckýs deutlich stärkere Teildisziplin ist das Laufen. In seinen ersten drei Jahren im Biathlon-Weltcup lief er noch rund 1 bis 2 Prozent langsamer als der Durchschnitt des Teilnehmerfeldes, im Laufe der Jahre konnte er sich dabei bis auf einen Wert von 2,71 % Plus im Winter 2022/23 steigern, womit er der dreizehntschnellste Athlet des Weltcupfeldes war. Seine Schießquote liegt hingegen mit nur rund 70 % Trefferleistung seit Anfang an deutlich unter dem Durchschnitt. Während in den Saisons 2018/19 und 2019/20 die Schießquote im Liegendschießen noch recht gut war (über 80 %), stellte das Stehendschießen oft ein Problem dar (nur rund 60 % Trefferleistung). In der Saison 2020/21 verbesserte er sein Stehendschießen deutlich um fast 10 Prozentpunkte, ließ dafür im Liegendschießen etwas nach, weshalb sich die Gesamtquote nicht stark veränderte.

## Statistiken

### Weltcupplatzierungen
Die Tabelle zeigt alle Platzierungen (je nach Austragungsjahr einschließlich Olympische Spiele und Weltmeisterschaften).
- 1.–3. Platz: Anzahl der Podiumsplatzierungen
- Top 10: Anzahl der Platzierungen unter den ersten zehn (einschließlich Podium)
- Punkteränge: Anzahl der Platzierungen innerhalb der Punkteränge (einschließlich Podium und Top 10)
- Starts: Anzahl gelaufener Rennen in der jeweiligen Disziplin
- Staffel: inklusive Mixed- und Single-Mixed-Staffeln

| Platzierung               | Einzel | Sprint | Verfolgung | Massenstart | Staffel | Gesamt |
| ------------------------- | ------ | ------ | ---------- | ----------- | ------- | ------ |
| 1. Platz                  |        |        |            |             |         |        |
| 2. Platz                  |        |        |            |             |         |        |
| 3. Platz                  |        |        |            |             |         |        |
| Top 10                    |        | 1      |            |             | 14      | 15     |
| Punkteränge               | 3      | 19     | 8          |             | 32      | 62     |
| Starts                    | 13     | 50     | 25         |             | 32      | 120    |
| Stand: Saisonende 2024/25 |        |        |            |             |         |        |

### Weltcupwertungen

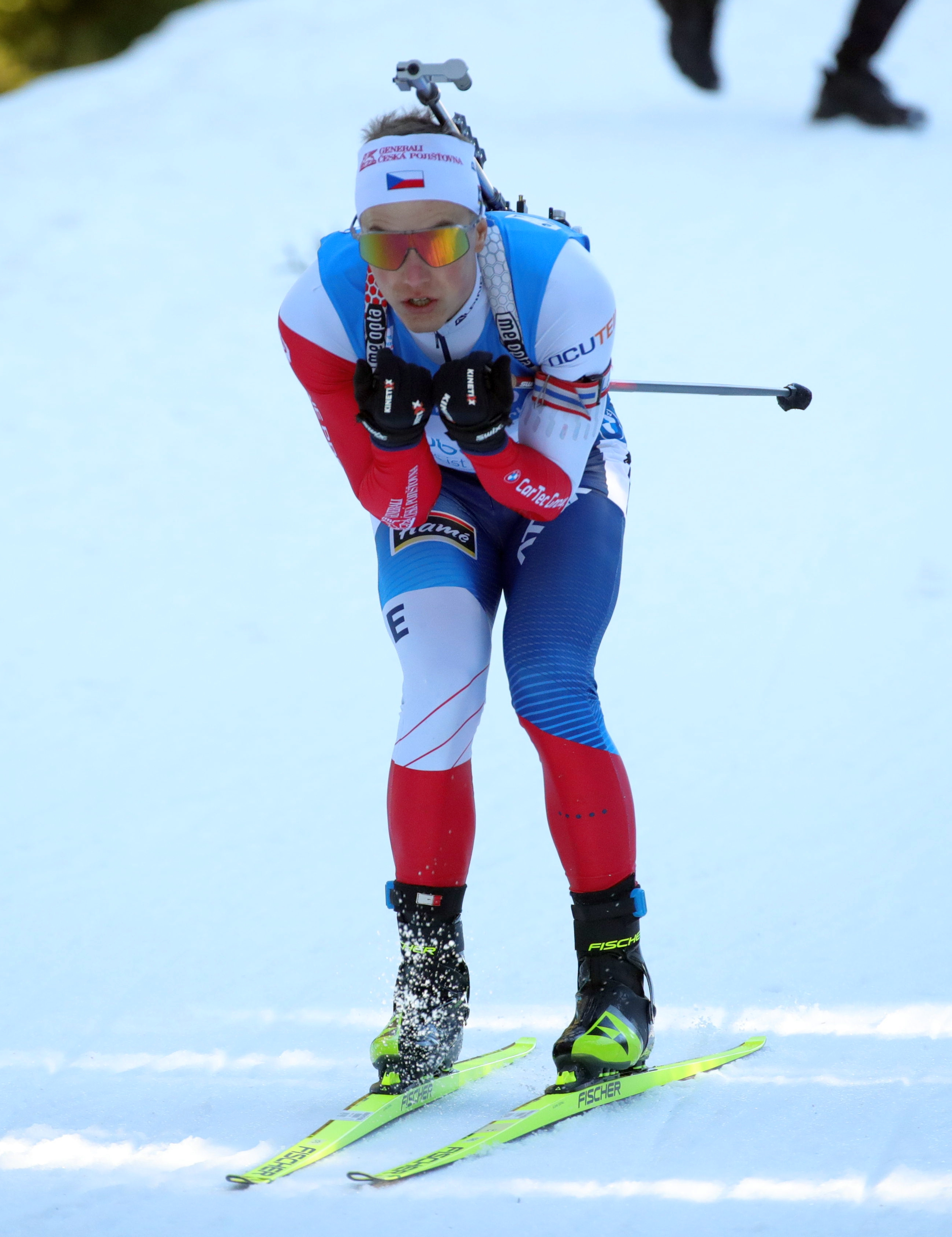
Štvrtecký während des Einzelrennens bei der WM 2023 in Oberhof

Ergebnisse bei Biathlon-Weltcups (Disziplinen- und Gesamtweltcup) gemäß Punktesystem:
| Saison  | Einzel | Einzel | Sprint | Sprint | Verfolgung | Verfolgung | Massenstart | Massenstart | Gesamt | Gesamt |
| Saison  | Platz  | Punkte | Platz  | Punkte | Platz      | Punkte     | Platz       | Punkte      | Platz  | Punkte |
| ------- | ------ | ------ | ------ | ------ | ---------- | ---------- | ----------- | ----------- | ------ | ------ |
| 2019/20 | 58.    | 9      | 38.    | 59     | –          | –          | –           | –           | 54.    | 68     |
| 2019/20 | –      | –      | 52.    | 36     | 59.        | 16         | –           | –           | 58.    | 52     |
| 2021/22 | –      | –      | 37.    | 65     | 67.        | 12         | –           | –           | 58.    | 77     |
| 2022/23 | 29.    | 35     | 43.    | 34     | 59.        | 17         | –           | –           | 44.    | 86     |
| 2023/24 | –      | –      | 48.    | 29     | 54.        | 15         | –           | –           | 55.    | 44     |
| 2024/25 | –      | –      | 81.    | 1      | –          | –          | –           | –           | 91.    | 1      |

### Olympische Winterspiele
Ergebnisse bei Olympischen Winterspielen:
|                                        | Einzelwettbewerbe | Einzelwettbewerbe | Einzelwettbewerbe | Einzelwettbewerbe | Staffelwettbewerbe | Staffelwettbewerbe |
| Einzel                                 | Sprint            | Verfolgung        | Massenstart       | Männerstaffel     | Mixedstaffel       |                    |
| -------------------------------------- | ----------------- | ----------------- | ----------------- | ----------------- | ------------------ | ------------------ |
| Olympische Winterspiele 2022 \| Peking | 65.               | 58.               | 48.               | –                 | 19.                | –                  |

### Weltmeisterschaften
Ergebnisse bei Weltmeisterschaften:
| Weltmeisterschaften | Weltmeisterschaften | Einzelwettbewerbe | Einzelwettbewerbe | Einzelwettbewerbe | Einzelwettbewerbe | Staffelwettbewerbe | Staffelwettbewerbe | Staffelwettbewerbe |
| Jahr                | Ort                 | Einzel            | Sprint            | Verfolgung        | Massenstart       | Männerstaffel      | Mixedstaffel       | S.-M.-Staffel      |
| ------------------- | ------------------- | ----------------- | ----------------- | ----------------- | ----------------- | ------------------ | ------------------ | ------------------ |
| 2019                | Östersund           | –                 | 65.               | –                 | –                 | –                  | –                  | –                  |
| 2020                | Antholz             | 70.               | 47.               | 54.               | –                 | 13.                | –                  | –                  |
| 2021                | Pokljuka            | 79.               | 68.               | –                 | –                 | 13.                | –                  | –                  |
| 2023                | Oberhof             | 65.               | 15.               | 22.               | 22.               | 4.                 | –                  | –                  |
| 2024                | Nové Město          | 63.               | 41.               | 47.               | –                 | –                  | –                  | –                  |

### Jugend-/Juniorenweltmeisterschaften
Štvrtecký nahm bis 2017 an den Jugend-, ab 2018 an den Juniorenwettkämpfen teil.
| Weltmeisterschaften | Weltmeisterschaften | Einzelwettbewerbe | Einzelwettbewerbe | Einzelwettbewerbe | Männerstaffel |
| Jahr                | Ort                 | Einzel            | Sprint            | Verfolgung        | Männerstaffel |
| ------------------- | ------------------- | ----------------- | ----------------- | ----------------- | ------------- |
| 2016                | Cheile Grădiștei    | 42.               | 7.                | 16.               | –             |
| 2017                | Osrblie             | 20.               | 9.                | 13.               | 4. (Junioren) |
| 2018                | Otepää              | 6.                | 24.               | 14.               | 11.           |
| 2019                | Osrblie             | 21.               | 10.               | 10.               | 6.            |
| 2020                | Lenzerheide         | –                 | 2.                | 16.               | 6.            |